# Eduard (Portugal)

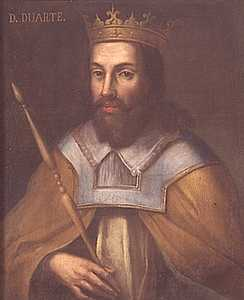
König Eduard I. von Portugal (nicht zeitgenössisches Gemälde)

Das Wappen der portugiesischen Könige von Johann I. bis Alfons V.

Eduard I. (Dom Duarte I) KG (* 31. Oktober 1391; † 9. September 1438) war von 1433 bis 1438 elfter König von Portugal, der zweite aus dem Hause Avis.

## Leben
Eduard – auch bekannt unter dem Namen der Philosophenkönig (er schrieb eine philosophische Schrift über die Bestimmung des Menschen mit dem Titel „Der loyale Ratgeber“, O leal conselheiro) – wurde als Sohn von König Johann I. und dessen Gemahlin Philippa of Lancaster geboren. Er regierte vom 15. August 1433 – ein Tag vorher war sein Vater gestorben – bis zu seinem Tode 1438.
Eduards kurze Regierungszeit verlief glücklos. Sein Vorgänger, Johann I., hatte sich gezwungen gesehen, große Ländereien an den Adel zu vergeben, um sich die Unterstützung des Adels im Kampf gegen Kastilien zu sichern (vgl. Revolution von 1383, Schlacht von Aljubarrota). Eduard versuchte nun, zumindest einen Teil dieser Ländereien für die Krone zurückzugewinnen. Er erließ 1434 ein Dekret, das besagte, dass die Krone automatisch alles Land erben würde, sobald ein Landedelmann ohne männlichen Erben verstarb. Dieses Dekret brachte ihn in Konflikt mit dem Landadel. 
Ein Versuch Tanger von den Mauren zu erobern, endete 1437 im Desaster. Sein Bruder Heinrich der Seefahrer, der den Tanger-Feldzug befehligte, musste vor der arabischen Übermacht kapitulieren. Teil der Kapitulationsbestimmungen war, dass Portugal Ceuta an die Mauren zurückgeben sollte. Um diese Bestimmung zu verbürgen, musste Prinz Ferdinand, ein weiterer jüngerer Bruder des Königs, den Mauren als Geisel gestellt werden. Eduard stand nun vor der schwierigen Frage, ob er seinen Bruder retten und damit die Stadt Ceuta aufgeben sollte, oder nicht. Er reichte diese Frage an die Cortes, das portugiesische Ständeparlament, weiter. Es kam allerdings zu keiner Entscheidung, da der König bereits 1438 an der Pest starb. Seine Grabstätte befindet sich im Komplex der Königlichen Grabkapellen im Kloster von Batalha. Prinz Ferdinand verblieb bis zu seinem Tod in maurischer Gefangenschaft.
Der frühe Tod Eduards löste eine Krise aus. Sein Sohn und Nachfolger Alfons V. war beim Tode seines Vaters noch minderjährig, so dass das Land zunächst von einer Regentschaft verwaltet werden musste. Diese wurde zunächst Eduards Witwe übertragen, konnte jedoch schon bald von einem weiteren Bruder Eduards, Peter von Portugal, an sich gezogen werden. Erst nach zehnjähriger Regentschaft gelang es Eduards Sohn, seinen Onkel zu schlagen und selbst die Macht zu übernehmen.

## Familie
Eduard war mit Eleonore von Aragón (* 1402; † 19. Februar 1445) verheiratet, einer Tochter des Königs Ferdinand I. von Aragón.
Mit ihr hatte er 4 Söhne und 5 Töchter:
- Johann (* 1429; † 143?)
- Philippa (* 27. November 1430; † 24. März 1439). Sie starb an der Pest.
- Alfons V. (* 15. Januar 1432; † 28. August 1481); Thronerbe
- Maria (* 7. Dezember 1432; † 8. Dezember 1432)
- Ferdinand (* 17. November 1433; † 18. September 1470), erste Herzog von Beja und zweiter Herzog von Viseu, Vater von Manuel I. (Portugal)
- Eleonore Helena (* 18. September 1436; † 3. September 1467), sie heiratete 1452 den römisch-deutschen Kaiser Friedrich III.
- Eduard (* 12. Juli 1435; † 143?)
- Katharina (* 26. November 1436; † 17. Juni 1463), Nonne im Kloster der Klarissinnen in Lissabon
- Johanna (* 20. März 1439; † 13. Juni 1475), sie heiratete 1455 König Heinrich IV. von Kastilien

Vor der Ehe hatte er bereits einen unehelichen Sohn mit der kastilischen Adligen Juana Manuel, nämlich Johann Manuel (* 1420; † 1476), den späteren Bischof von Guarda.
Siehe auch: Geschichte Portugals, Zeittafel Portugal, Portugal unter dem Hause Avis

## Schriften
- Livro da Ensinança de Bem Cavalgar Toda Sela (ca. 1438, unvollendet)
- Leal Conselheiro  (Editionen in den Weblinks)